# Estela de Can Cervera
L'Estela de Can Cervera és una escultura pública de Montseny (Vallès Oriental) inclosa a l'Inventari del Patrimoni Arquitectònic de Catalunya.

## Descripció
Es tracta d'un modest monument que consta d'una placa metàl·lica en una llosa de bones dimensions de mena pissarrosa, en posició vertical, subjectada en un peu de més d'un metre de diàmetre, de ciment. La placa conté una dedicatòria i un fragment de l'Oda a la Pàtria.

## Història
L'estela va ser erigida el 1966, per celebrar el centenari de l'Oda a la Pàtria, i està dedicada per l'excursionisme català a B. C. Aribau. Hi figura un fragment de la poesia on es descriu el Montseny metafòricament. A la inauguració hi van assistir entre d'altres, el llavors president del CEC, Pau vila, i altres personalitats de l'excursionisme del moment.